# 4K2K
4K2K ist ein hochauflösendes digitales Videoformat, das ungefähr viermal so viele Bildpunkte (Pixel) hat wie Full HD. Die Bezeichnung 4K2K bezieht sich mit den beiden K als 1.000er-Vorsätze für Maßeinheiten auf die Bildauflösung von ungefähr 4000 × 2000 Bildpunkten.

## Details

Relative Größe nichtskalierter Videoauflösungen auf einem 4K-Bildschirm. So beliebt diese Darstellung ist, so gering ist ihr Aussagegehalt. Zum einen kann man den Detailgehalt von Bildern nicht durch die Bildgröße darstellen, zum anderen sind die Unterschiede bei den hochauflösenden Formaten kaum noch wahrnehmbar, während sie bei niedrigauflösenden Formaten offensichtlich sind.

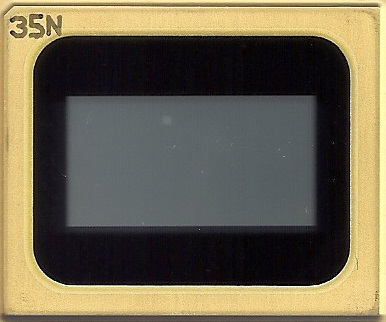
4K DLP CINEMA (Texas Instruments)

Bisher sind zwei verschiedene Auflösungen für das 4K2K-Format bekannt:
- 4096 × 2160 Pixel – auch unter der Bezeichnung 4K (vereinzelt „Cinema 4K“) bekannt
- 3840 × 2160 Pixel – auch unter den Bezeichnungen 2160p/i, QFHD (Quad Full High Definition) und UHD (Ultra High Definition) bekannt. Hier werden die Seitenlängen der 1080p-Auflösung (1920 Pixel in der Breite und 1080 in der Höhe) jeweils verdoppelt, wodurch sich die Pixelzahl vervierfacht.

4K2K gilt als Nachfolger der HDTV-Bildformate 720p und 1080i/p. Anders als HDTV wurde das Format jedoch nicht primär für das Heimkino entwickelt, sondern soll auch vermehrt in der Medizin, in Bildungseinrichtungen und bei Computerspielen zum Einsatz kommen.

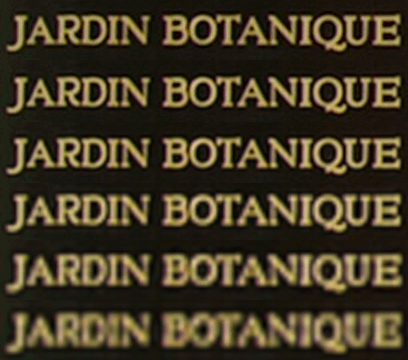
Eingangsschild des Botanischen Gartens in Life of Pi: Schiffbruch mit Tiger aus dem Jahr 2012. Der Ausschnitt umfasst etwa 0,3 % der Bildfläche.
Zeile 1: Ausschnitt aus Original 2160p-Video
Zeile 2: Runterskaliert auf 1440p und wieder hochskaliert auf 2160p
Zeile 3: Runterskaliert auf 1080p und wieder hochskaliert auf 2160p
Zeile 4: Runterskaliert auf 720p und wieder hochskaliert auf 2160p
Zeile 5: Runterskaliert auf 540p und wieder hochskaliert auf 2160p
Zeile 6: Runterskaliert auf 432p und wieder hochskaliert auf 2160p
Offensichtliche Schärfeverluste treten erst unterhalb von 1080p auf.

Die Stiftung Warentest riet Mitte 2014 noch dazu, Kaufentscheidungen für Fernseher nicht auf die stark beworbene ultrahohe Auflösung zu stützen, denn für das menschliche Auge sei der Unterschied zwischen UHD und dem geläufigen Full HD nur schwer zu erkennen, und es gebe kaum Bildmaterial in UHD-Auflösung. Nachdem 2016 die ersten Filme im UHD-Format ausgeliefert wurden, kam die Stiftung Warentest im August 2016 zu dem Ergebnis, dass nicht einmal jeder zweite Zuschauer den Pixelvorsprung von UHD erkenne, UHD im Zusammenhang mit der Bildverbesserungstechnik HDR dennoch sichtbare Vorteile aufweise, wenn auch auf Kosten eines höheren Stromverbrauchs.

## Neuregelung für Konsumelektronik
Die Consumer Electronics Association (CEA) hat am 18. Oktober 2012 beschlossen, dass Ultra HD die bislang propagierte Bezeichnung 4K ersetzen soll. Der Definition nach müssen Ultra-HD-Fernseher eine Mindestauflösung von 8 Millionen Pixel haben (viermal so viele Pixel wie bei Full-HD-Fernsehern). Die gebräuchliche Auflösung liegt hier bei 3840 × 2160 Bildpunkten, kann aber je nach Seitenverhältnis und Hersteller variieren. Außerdem müssen Ultra-HD-Fernseher Anschlüsse (Eingänge) bieten, mit denen Ultra-HD-Inhalte übertragen werden können. Technisch dafür geeignet sind zum Beispiel die Schnittstellen HDMI ab Version 2.0 sowie DisplayPort ab Version 1.2 mit vier Leitungen: 2160 MByte/s (17,28 GBit/s), ausreichend für 3840 × 2400 oder 4096 × 2560 Pixel.